# Pensiero
Il pensiero è l'attività della mente, un processo che si esplica nella formazione delle idee, dei concetti, della coscienza, dell'immaginazione, dei desideri, della critica, del giudizio, e di ogni raffigurazione del mondo; può essere sia conscio che inconscio.

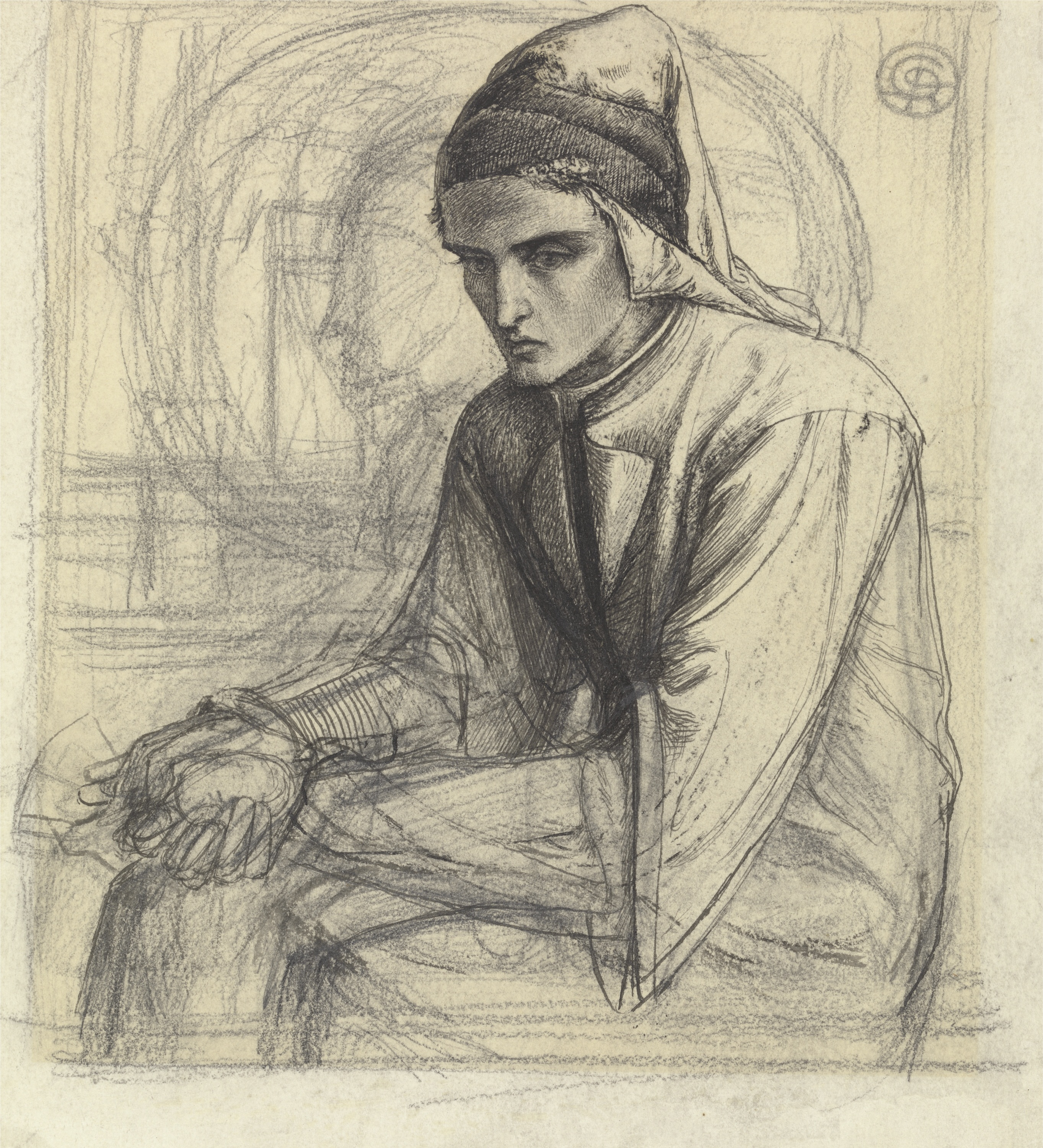
Dante in meditazione con in mano un melograno, Dante Gabriel Rossetti

## Etimologia
Pensiero è un termine che deriva dal latino pensum (participio del verbo pendere: "pesare"), e stava ad indicare un certo quantitativo di lana che veniva appunto "pesata" per poter essere infine passata alle filatrici le quali a loro volta avevano il compito di trattarla. Il "pensum" era quindi la materia prima, più grezza, designante metaforicamente un elemento o un tema che doveva essere secondariamente trattato, elaborato, dandogli così una nuova forma.
Si può notare in ciò la peculiarità attribuita al pensiero, come qualcosa di straordinariamente semplice, che rende possibile oggetti complessi: nel senso cioè che l'attività del pensiero si esplica nel comporre oggetti, ovvero pensare significa pensare oggetti composti. Da questo punto di vista, l'attività del pensiero è ciò che è a monte degli oggetti pensati, pur essendo della loro stessa sostanza.

### Caratteristiche del pensiero
Pensare significa spesso far uso di alcune proprietà indicate di seguito:
1. Utilizzo di modelli, simboli, diagrammi e disegni;
2. Utilizzo dell'astrazione per semplificare lo sforzo del pensiero;
3. Utilizzo della iterazione e della ricorsione per il raggiungimento del concetto;
4. Riduzione dell'attenzione finalizzata ad un aumento della concentrazione focalizzata su un concetto;
5. Impostazione e revisione degli obiettivi fissati;
6. Utilizzo del dialogo e del confronto con altre menti pensanti.

## Il pensiero dal punto di vista filosofico
In alcune correnti della storia della filosofia come in quella denominata idealismo a cui appartengono filosofi pur diversi tra loro come Platone, Berkeley, Fichte, Schelling ed Hegel, il pensiero è stato solitamente contrapposto ai sensi, e ha acquistato una funzione rilevante fino ad essere considerato sinonimo della realtà stessa.
Nella filosofia antica, a differenza di quella moderna, il pensiero era unito indissolubilmente alla dimensione ontologica. Per Parmenide l'essere di un oggetto è dato dalla nostra capacità di pensarlo: essendo infatti impossibile pensare il nulla, tutto ciò che pensiamo non può non essere. Analogamente, nel platonismo, là dove c'è un pensiero c'è anche un'idea, cioè un'entità viva e reale: non solo non può esistere pensiero senza idee, ma il nostro stesso essere si identifica con quel che pensiamo. Così per Aristotele il pensiero, nel momento in cui prende coscienza di un oggetto, lo fa anche venire all'essere: ad esempio un libro è un oggetto sensibile in potenza, che si tramuta in un libro in atto solo quando viene pensato da un intelletto. Questo, cogliendone la forma intelligibile, la rende viva e presente: come la luce fa diventare attuali i colori che sono solo potenzialmente visibili, allo stesso modo ciò che esiste in potenza può passare all'atto per il tramite di un pensiero supremo, produttivo, che abbia già in sé tutte le forme.
Già Anassàgora, fra gli antichi greci, riteneva che il pensiero non fosse dei singoli ma appartenesse ad una mente universale (detta Νούς, Nùs) o Intelletto cosmico originario il quale, come conseguenza involontaria del proprio "pensarsi", metteva ordine nel caos primordiale.

Pitagora vedeva nel numero (cioè in una realtà impersonale) il fondamento del pensare oltre che della realtà; riteneva cioè che il pensiero fosse strutturato secondo le leggi della matematica, le quali rendono possibile il suo esplicarsi.

### Parmenide
Parmenide per primo evidenziò che è impossibile pensare il nulla: ogni pensiero è sempre pensiero di qualcosa. L'oggetto del pensiero, quindi, è costitutivo del pensiero stesso, al punto che, secondo Parmenide, non è possibile distinguere l'atto del pensare dall'oggetto pensato: «ed è lo stesso il pensare e pensare che è. Giacché senza l'essere ... non troverai il pensare». Di conseguenza, anche il divenire attestato dai sensi non è qualcosa di pensabile, di concepibile, perché è logicamente impossibile che l'essere nasca e muoia: anche il divenire è cioè un non-essere, un niente. Parmenide quindi si propone di rivelare agli uomini la vera realtà dell'Essere nascosta sotto la superficie degli inganni. La via maestra per approdare all'essere è proprio il pensiero, che deve abbandonare ogni dinamismo per riconoscere la semplice verità secondo cui «l'Essere è, e non può non essere».
In Parmenide, il pensiero risulta così totalmente sottomesso alla dimensione ontologica, che è una dimensione sostanzialmente apofatica, perché all'essere non si può attribuire alcun predicato.

### Socrate e Platone

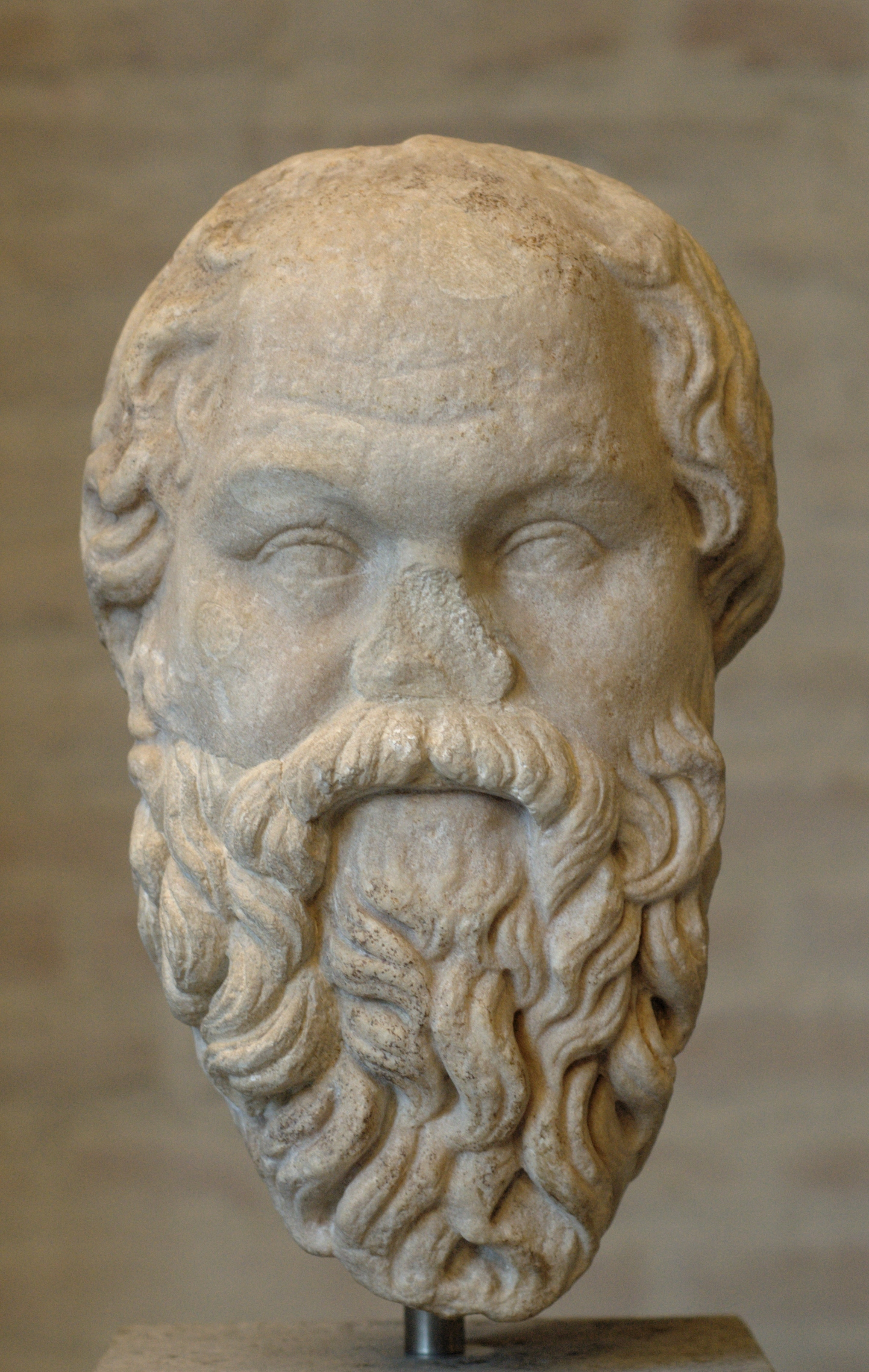
Socrate

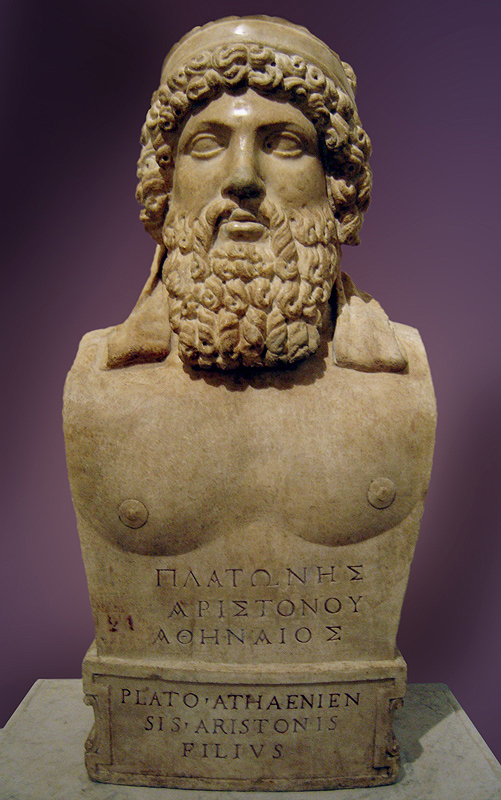
Platone

Con Socrate il pensiero iniziò ad acquisire un maggior dinamismo e una nuova capacità argomentativa, riferita non più ad un Essere impersonale, ma al soggetto uomo; tali caratteristiche saranno alla base di tutta la filosofia occidentale successiva. Il pensiero di Socrate nasce e si sviluppa essenzialmente come pensiero critico, essendo incentrato non sulla verità, bensì sul dubbio. Socrate infatti si proponeva di mettere in discussione le false certezze dei suoi interlocutori, e in genere di tutti coloro che si ritenevano sapienti. La saggezza, per Socrate, consiste nel sapere di non sapere, ossia nella consapevolezza della propria ignoranza. Il pensiero socratico consiste quindi essenzialmente nell'autocoscienza, nella voce interiore (o daimon) che egli cercava di far emergere dai suoi allievi, tramite il metodo della maieutica.
In Socrate tuttavia rimaneva sempre sullo sfondo la dimensione ontologica della verità, poiché appunto solo in riferimento ad essa egli poteva riconoscersi come ignorante. Questa dimensione ontologica sarà resa più esplicita dal suo allievo Platone, il quale distinse quindi due orientamenti, due modalità del pensiero:
- quello intuitivo, capace di cogliere più propriamente la verità dell'Essere, che per lui coincide con le Idee (corrispettivo del daimon);
- e quello logico-dialettico, basato sul ragionamento discorsivo e sulla confutazione dell'errore, corrispettivo della maieutica.

Il primo tipo ha la capacità di trascendere i fenomeni sensibili risalendo fino all'astrattezza dell'unità, il secondo invece è rivolto a distinguere e analizzare il molteplice. Il pensiero intuitivo è però superiore rispetto a quello dialettico, perché guida il filosofo verso la contemplazione, mentre la dialettica è solo uno strumento. Si tratta comunque di due facce della stessa medaglia, due forme di pensiero non disgiunte né contrapposte, ma espressioni di un'unica attività, di una medesima forza vitale animata da un'incessante sete di conoscenza, e che Platone identifica perciò con l'amore. Per Platone, infatti, il pensiero è essenzialmente Eros, ossia desiderio e frenesia implacabile di tornare là dove esso ha avuto origine, cioè nel mondo delle idee. Ma poiché, a causa di una colpa originaria, gli uomini hanno dimenticato la meta che spinge il loro pensiero a muoversi e agitarsi perennemente, essi sono condannati all'insoddisfazione. Compito della filosofia, che solo in pochi riescono ad attuare, è risvegliare la reminiscenza sopita.
Tutti questi elementi, che erano già presenti in nuce anche in Socrate, Platone li sviluppa approfonditamente, trovando nelle Idee il fondamento e la meta finale del pensiero: esse sono per così dire le "forme" del pensiero, i modi con cui ci è dato pensare il mondo. E poiché il pensiero riesce a placare il proprio dinamismo soltanto al loro cospetto, nelle Idee Platone recupera quindi la staticità ontologica di Parmenide; d'altro lato però egli voleva al contempo giustificare l'illusione del divenire attestato dai sensi, quel divenire che Parmenide aveva giudicato inesistente perché illogico. Platone si vide allora costretto a compiere, per sua stessa ammissione, una sorta di "parricidio" nei confronti di Parmenide, sostenendo che anche il divenire, e quindi il non-essere, sia in qualche modo pensabile. Come rendere ragione altrimenti degli errori e degli inganni degli uomini? Se costoro si sbagliano (nel giudicare l'Essere), vuol dire che pensano il falso, cioè il non-essere. Platone così concepisce il pensiero in forma gerarchica: al livello più alto esso è identico al pensiero statico parmenideo, e riflette in pieno la verità dell'essere; man mano che si scende giù nella gerarchia, però, il pensiero diventa sempre più inconsistente e fallace.

### Aristotele

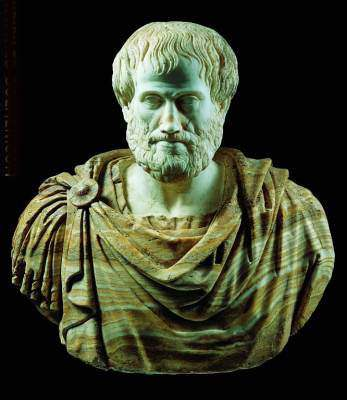
Aristotele

In seguito anche Aristotele, pur respingendo la teoria platonica delle idee, formulerà una distinzione abbastanza simile a quella del suo predecessore: per Aristotele vi è da un lato il pensiero intuitivo-intellettivo (o noético), capace di cogliere le essenze universali delle realtà che ci circondano, astraendole dal loro aspetto particolare e sensibile; dall'altro vi è il pensiero logico-sillogistico, che da quei princìpi primi fa scaturire delle conclusioni coerenti con le premesse, scendendo a definire e catalogare il molteplice.
Anche Aristotele, sotto certi aspetti, concepiva l'Essere e il pensiero in forma gerarchica, ma come perenne passaggio dalla potenza all'atto. Egli riteneva che il pensiero fosse una funzione dell'organismo umano, in cui i sensi fanno attivare un primo movimento del pensiero ancora latente (l'intelletto potenziale); ma poi, in seguito a vari passaggi, si ha l'intervento di un trascendente intelletto attivo, dotato di piena coscienza, dove i concetti diventano forme del pensiero causate da un fattore divino. Al culmine del pensiero vi è quindi l'autocoscienza pura, la contemplazione fine a se stessa, che avviene come "pensiero di pensiero", proprio dell'atto puro che è Dio.

### Neoplatonismo e cristianesimo

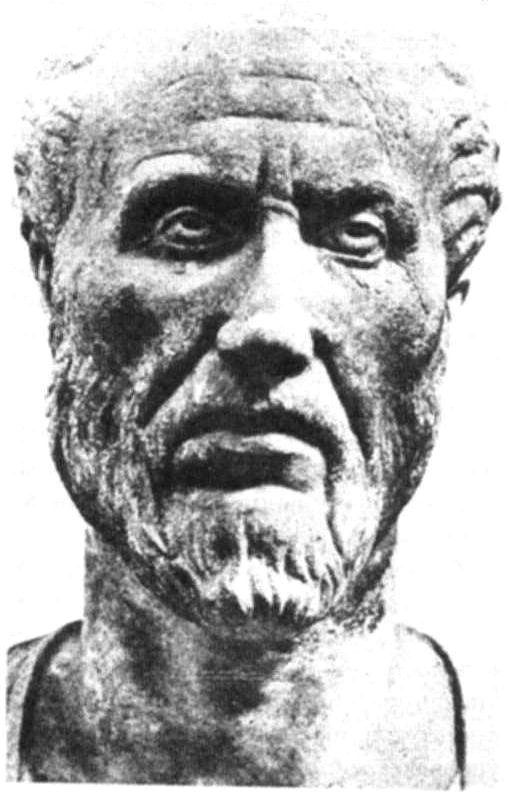
Plotino

Con l'avvento del neoplatonismo, il pensiero mantenne e anzi acquistò ancor più una valenza non solo conoscitiva, ma anche ontologica e salvifica, essendo ciò a cui l'anima deve tornare (in forma di autocoscienza) per mettersi in salvo. Solo nell'autocoscienza infatti il pensiero riesce a cogliere la verità su di sé. Quest'esigenza di "rientrare in se stesso" sarà fatta propria anche dal Cristianesimo.
Plotino, pur rifacendosi a Platone, accentuò la dimensione apofatica e mistica del pensiero, riportandolo al rigore logico di Parmenide, per cui dell'Essere nulla si può dire. E anzi, siccome l'identità parmenidea di Essere e pensiero era per lui ancora un raddoppio (corrispondente al livello dell'intuizione), vi pose al di sopra l'Uno assoluto, per arrivare al quale il pensiero deve completamente annullarsi, spogliandosi e uscendo da se stesso in una condizione di estasi (da ex-stasis, «essere fuori»).

#### Il pensiero come luce
Di Platone tuttavia, Plotino mantenne la visione gerarchica del pensiero strutturato nelle idee, ma senza per questo rinunciare alla rigida separazione parmenidea tra essere e non-essere. L'Uno infatti è la fonte dell'essere (e del pensiero), il quale rimane contrapposto al non-essere in senso assoluto. Da un punto di vista relativo, però, essere e non-essere possono arrivare a mescolarsi, finché si abbia soltanto non-essere, il nulla. Per farsi meglio comprendere, Plotino paragona l'essere alla luce: su un piano assoluto, il principio della luce è contrapposto all'ombra (che non ha un suo proprio principio). Eppure la luce, man mano che si allontana dalla sorgente, tende ad affievolirsi, non perché si trasformi in ombra, ma solo perché viene a mancare; finché nell'oscurità, come vedere il buio significa non vedere, così pensare il nulla equivale a non pensare affatto.
La luce mostra se stessa nel farci vedere, cioè nel rendere possibile la visione; allo stesso modo, l'Uno plotiniano si mostra attraverso le idee che rendono possibile il pensiero. E come l'atto del vedere non è distinguibile dagli oggetti della visione, così l'atto del pensare non è distinguibile dai concetti pensati. Fondamento del pensiero sono quindi per Plotino le idee platoniche, le quali sono "il pensiero" per eccellenza, ovvero sono infiniti modi di pensarsi di quell'unica Mente o Intelletto (Nùs), che è la seconda ipostasi nel processo di emanazione dall'Uno, e coincide appunto con l'essere parmenideo.
Il modo intuitivo di pensarsi e costituirsi dell'Intelletto fa capire a sua volta la necessità dell'Uno assoluto, che da un lato risulta totalmente inconoscibile e ignoto, dall'altro però va ammesso come meta e condizione del pensare stesso. L'Uno va ammesso non perché sia possibile dimostrarne direttamente l'esistenza (poiché in tal caso verrebbe ridotto a un semplice dato oggettivo), ma in quanto condizione della stessa attività logica e raziocinante che permette di pensare gli oggetti finiti e riconoscerli per quello che sono, cioè errore, sviamento. Secondo Plotino infatti il pensiero non è un fatto, un concetto collocabile in una dimensione temporale, ma un atto fuori dal tempo: il pensiero pensato, cioè posto in maniera quantificabile e finita, è quindi un'illusione e un inganno, dovuto a una mentalità materialista. Nel pensare qualcosa, anche una qualunque realtà sensibile, questa non si pone come un semplice oggetto, ma è in realtà un soggetto vivo che si rende presente al pensiero, essendo animato da un'idea; la caratteristica principale del pensiero, cioè, è quella di possedere la mente, non di essere posseduto, e comporta dunque la perdita della coscienza che viene rapita dai suoi stessi oggetti e sottomessa a un costante fluire di pensieri involontari. Compito della filosofia è riconoscere l'errore insito nel senso comune, e riportare l'uomo lungo un percorso di ascesi a identificarsi con l'attività suprema e inconscia del pensiero, nella quale è presente tutta la realtà, eliminando il superfluo fino a giungere all'estasi.
(Plotino, Enneadi, V, 6, 5)

#### Essere e pensare
Saranno quindi gli autori cristiani, come Agostino, Tommaso, Bonaventura, Cusano, ecc., ad appropriarsi della tradizione neoplatonica e aristotelica, che facevano del pensiero (contrapposto ai sensi) la chiave di accesso alle realtà trascendenti e a Dio.
Costante della loro filosofia fu l'utilizzo della logica formale, unita bensì a un contenuto "reale", basata sul principio di non contraddizione e sul riconoscimento dell'intuizione quale forma suprema e immediata del sapere, per il quale l'essere e il pensare necessariamente coincidono. Secondo la dialettica del pensiero, infatti, la ragione deve prendere atto che non può esistere un soggetto senza oggetto, l'essere senza il pensiero, e viceversa, pena la caduta in un relativismo irrazionale. Un pensiero filosofico che prescinda dall'identità con l'essere, cioè con la verità, diverrebbe inconsistente per sua stessa ammissione: privo di fondamento, si avviterebbe in una contraddizione logica, la cui forma più esplicita è rappresentata dal paradosso del mentitore. Occorreva quindi partire da questa suprema identità per poter sviluppare un sistema filosofico fondato e coerente, identità che rimane tuttavia non dimostrabile di per sé, né accertabile empiricamente, ma raggiungibile unicamente per via negativa, tramite intuizione.

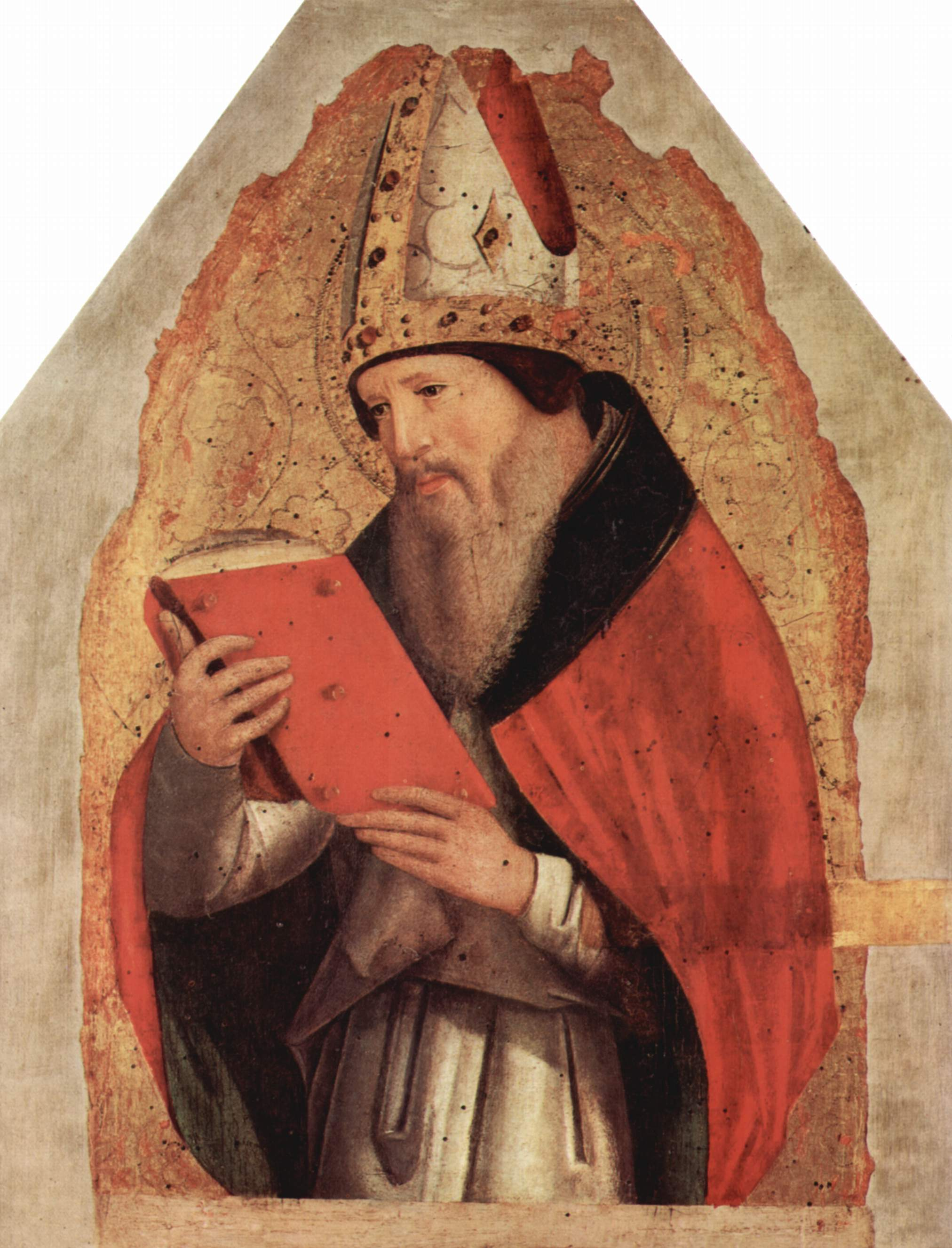
Agostino d'Ippona

Così per Agostino, il pensiero è complementare alla fede, perché non si può credere senza comprendere e viceversa. Agostino si convinse di come il pensiero, anche nella sua forma più radicale del dubbio, sia espressione stessa della verità, perché non potrei dubitare se non ci fosse una verità che appunto al dubbio si sottrae. La verità non può essere pensata in se stessa, ma unicamente sotto forma di confutazione dell'errore: essa cioè si rivela come consapevolezza del falso, come capacità di dubitare delle illusioni sbagliate che le sbarravano la strada. Il pensiero quindi è mosso da Dio stesso, che è inconscio e preme perciò per farsi conoscere dall'uomo. In maniera simile, per Tommaso il pensiero è una forma di amore con cui Dio si rende presente all'uomo. Ed il pensiero ha un senso solo se esiste una Verità da cui esso emana. Anche Cusano affermò che il pensiero umano discende da una Verità superiore, che è però inattingibile dalla razionalità dell'uomo, perché superiore allo stesso principio di non-contraddizione (pur essendone il fondamento), ed è perciò raggiungibile solo col pensiero intuitivo.

### Il pensiero nell'età moderna

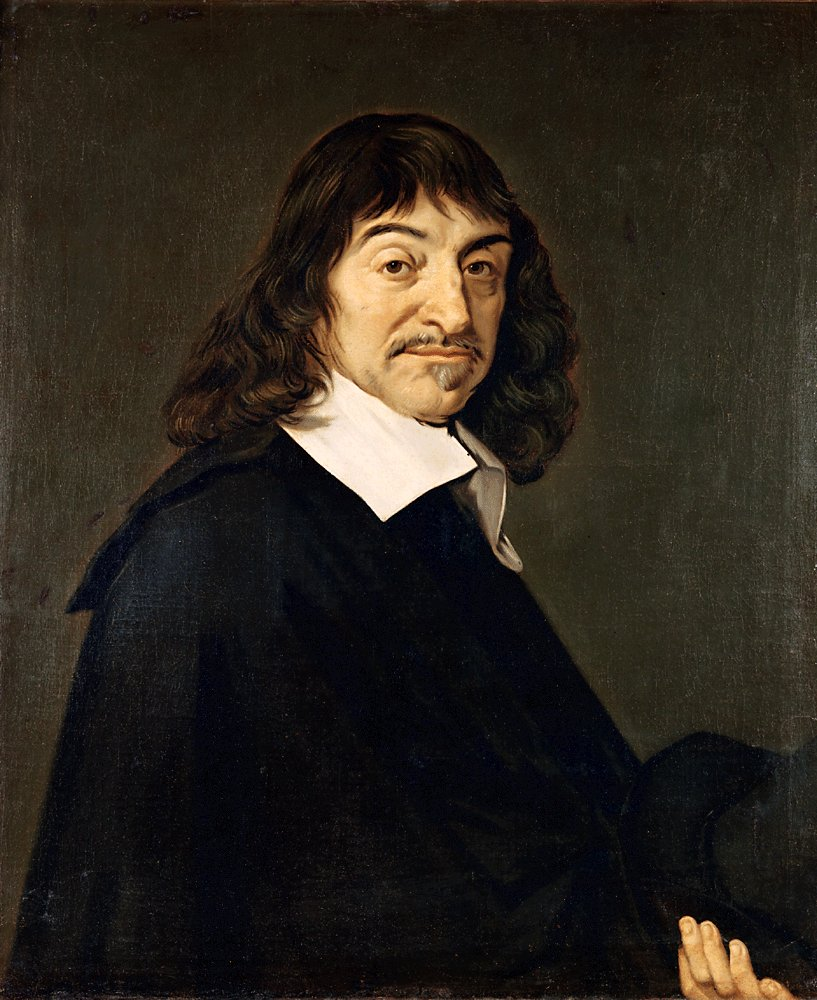
Cartesio

La dimensione mistica e ontologica che era stata fin qui preponderante nello studiare e l'analizzare il pensiero, cominciò ad essere tralasciata all'inizio dell'età moderna.
Cartesio per primo cercò di costruire un sistema di pensiero autonomo, indipendente da criteri teologici e trascendenti. Fu in un tale mutamento di prospettiva che si inserì la riflessione del Cogito ergo sum, cioè Penso, quindi sono. Per Cartesio, il Cogito diventa garanzia autosufficiente dell'esistenza, cioè della realtà. Mentre per i neoplatonici il fatto di pensare significava "essere" nell'idea, o venirne posseduti, per Cartesio ora pensare significa "avere" delle idee. Il piano gnoseologico del pensiero (res cogitans) diventa così prevalente su quello appunto ontologico dell'Essere (res extensa). Per Cartesio hanno valore soltanto quei pensieri di cui si ha coscienza, e che sono definiti in forma chiara e oggettiva. Egli proponeva così un tipo di pensiero che si pone esternamente rispetto all'oggetto della sua indagine, dissolvendo l'unità immediata di soggetto e oggetto: nella ricerca della verità, cioè, il soggetto non risultava più coinvolto.
Analogamente, nell'empirismo anglo-sassone il pensiero non venne più riferito a un'attività superiore, ma concepito come un fatto, un concetto fissato e "plasmato" dall'esperienza sensibile, in maniera meccanica. Il soggetto così non si trova più a contatto diretto con l'oggetto, ma la sua attività è mediata dai sensi. Per l'empirismo infatti non ci sono altri pensieri al di fuori di quelli indotti dall'esperienza, e di conseguenza ciò che nella mente non è definito in forma cosciente e oggettiva non ha alcun valore.
Dopo Cartesio, tuttavia, ci furono nell'Europa continentale dei tentativi di riportare il pensiero alla dimensione ontologica e intuitiva dell'Essere, ad esempio con Spinoza, che ripropose la loro unità immediata nella corrispondenza tra idee e realtà, giungendo a identificare Dio con la Natura. Anche Leibnitz si richiamò alla tradizione neoplatonica, criticando sia Cartesio che gli empiristi, superando la loro concezione meccanicista, e affermando che nella nostra mente ci sono anche pensieri di cui non abbiamo una chiara coscienza. Per Leibniz, tutti i pensieri non sono altro che percezioni, ossia rappresentazioni unitarie di una molteplicità di affezioni. Egli quindi respinse la distinzione netta tra pensiero e sensazioni (tipica del dualismo cartesiano tra res cogitans e res extensa), sostenendo che tra l'uno e le altre ci sono infinite gradazioni, che partono da un livello oscuro e inconscio fino ad arrivare all'appercezione o autocoscienza.

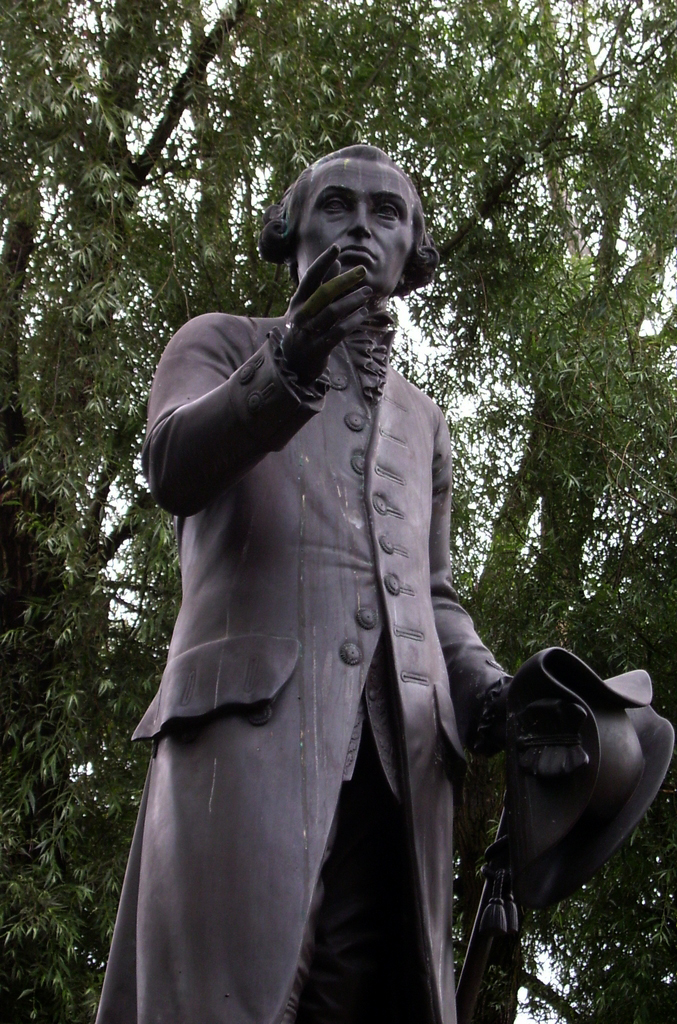
Statua di Immanuel Kant a Königsberg

In seguito, Kant fece del pensiero lo strumento della propria indagine critica, distinguendo due tipi di pensiero: i concetti dell'intelletto o categorie (con cui la coscienza sintetizza la molteplicità delle percezioni sensibili), e i concetti della ragione o idee, che unificano a loro volta i pensieri dell'intelletto. Kant mise in rilievo la portata non solo soggettiva, ma anche oggettiva del pensiero, seppure su un piano unicamente gnoseologico: per Kant il pensiero è un "legislatore della natura" fondato sull'io penso, il quale trae le leggi del mondo non dall'esperienza, ma da se stesso. Se non ci fosse l'io penso, ovvero l'appercezione dell'io, per cui io resto sempre identico a me stesso nel rappresentarmi il molteplice, dentro di me non ci sarebbe pensiero di nulla. Questa unità, o io penso, è "trascendentale", cioè funzionale al molteplice, nel senso che si attiva solo quando riceve dati da elaborare. Non può essere ridotta pertanto ad un mero "dato" o un contenuto, perché è soltanto la condizione "formale" della conoscenza; l'unico modo per pensarla è dire: «io penso che io penso che io penso...» all'infinito.
Con l'Idealismo di Fichte, e poi di Schelling, il pensiero assume una centralità fondamentale. Le fattezze del mondo esterno all'Io vengono equiparate ad un sogno, ad una finzione prodotta dal soggetto, che è chiamato a prenderne coscienza attraverso l'agire etico. Le categorie dell'intelletto, che in Kant erano solo formali, ora hanno anche un valore reale o ontologico, seppure a livello inconscio. Il pensare è creare, ma soltanto ad opera di una suprema intuizione intellettuale. Diverso è invece l'idealismo di Hegel, per il quale la logica stessa diventa creatrice, attribuendosi il diritto di stabilire cosa è reale e cosa non lo è: per Hegel un oggetto esiste nella misura in cui è razionale, cioè solo se rientra in una categoria logica.
Fichte e Schelling, rifacendosi a Kant, affermarono quindi che dal pensiero nasce e si produce tutta la realtà anche sul piano ontologico, sebbene i due termini dell'essere e del pensiero risultano in loro pur sempre legati immediatamente e indissolubilmente come nella tradizione neoplatonica e parmenidea, che veniva così riproposta. Il pensiero per costoro non è un fatto quantificabile e finito, bensì un "atto" inconscio e intuitivo, autocosciente e auto-producentesi, che ponendo se stesso crea il mondo, ed è perciò trascendentale; esso infatti si dà un oggetto per poter esercitare la propria attività, perché altrimenti non potrebbe esistere un pensiero senza contenuto. Proprio perché si tratta di un atto inconscio, tuttavia, Fichte e Schelling poterono mantenersi fedeli al punto di vista del realismo kantiano.
Hegel invece congiunse l'essere e il pensiero in forma mediata. Respinse l'intuizione come fondamento del pensiero, e pose al suo posto la ragione dialettica. Hegel credette di costruire un sistema di pensiero finalmente autonomo e indipendente, capace di sottomettere a sé la dimensione ontologica: egli si trova quindi agli antipodi di Parmenide e Plotino. Mentre in questi ultimi il pensiero trovava un limite invalicabile nell'Essere (che costituiva però anche il suo fondamento), per Hegel quel limite rappresenta un'antitesi che può essere superata: il pensiero ora non è più vincolato dall'Essere, ma sarebbe capace di pensare anche il non-essere, trapassando nel divenire, in una spirale dialettica fine a se stessa e priva di una meta trascendente. In tal modo Hegel si pose al di fuori della logica formale di non-contraddizione; non mancarono per questo note critiche nei suoi confronti, specie da parte di Schelling, Schopenhauer e Kierkegaard, che lo accusarono di ridurre la verità a un semplice pensato oggettivabile e quantificabile.

### Il pensiero oggi
Al giorno d'oggi prevalgono, da un lato, spiegazioni del pensiero di tipo materialista e meccanicista, in parte derivate dalla concezione dell'empirismo, per cui il pensiero sarebbe un prodotto fisiologico del cervello ottenuto dall'estrema complessità delle connessioni neurologiche, «come la bile è la secrezione del fegato, o la saliva quella delle ghiandole salivali» (Cabanis, 1802).
A queste interpretazioni si contrappongono alcuni studi di analisi linguistica che hanno messo in evidenza le improprietà concettuali di tali discorsi e la tendenza reificante (oggettivante) del nostro linguaggio, che giunge spesso ad immaginare il pensiero alla stregua di uno strumento o addirittura come un prodotto cerebrale.

### La prospettiva esoterista di Rudolf Steiner

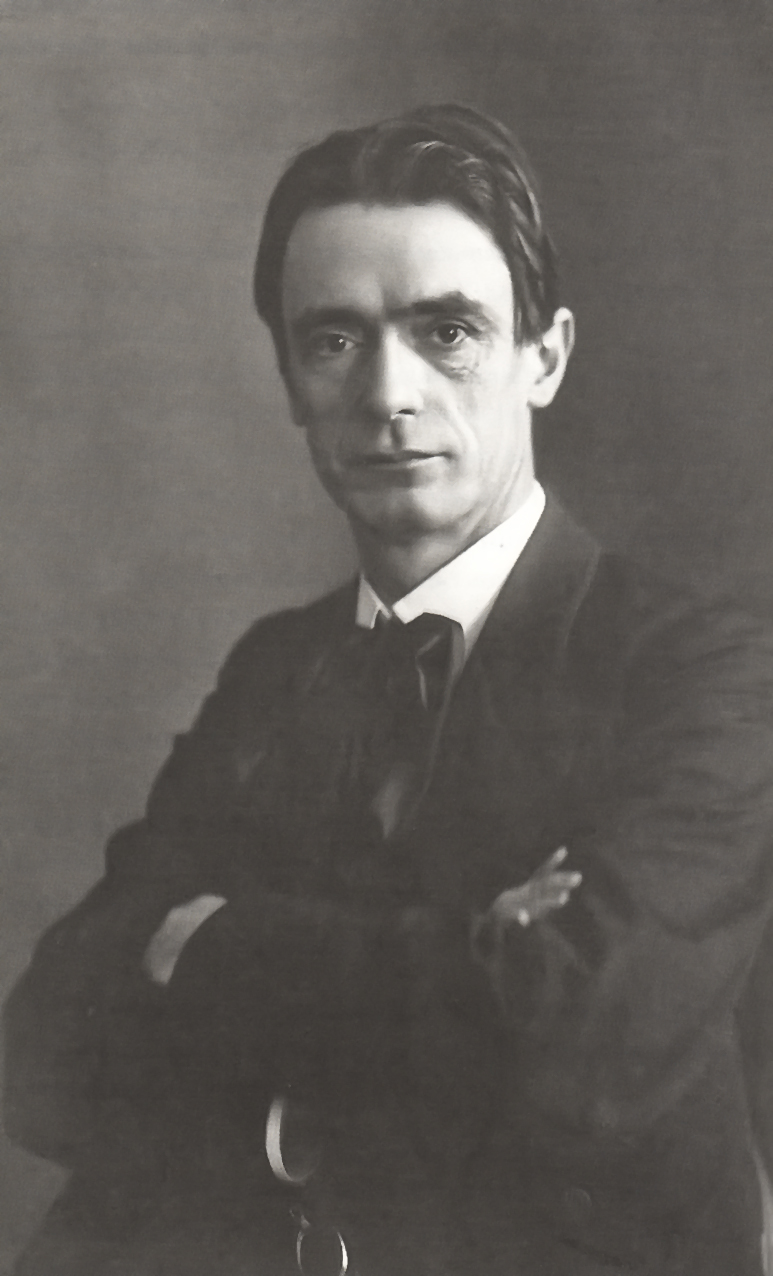
Steiner

Anche il filosofo ed esoterista Rudolf Steiner ha contestato prospettive come quelle di Cabanis, tenendo a sottolineare che per comprendere la natura del pensiero occorre innanzitutto osservare il proprio stesso pensare, perché i nostri concetti vengono legati tra loro in base al loro contenuto, non per effetto dei processi materiali che si svolgono nel cervello.
(Rudolf Steiner, La filosofia della libertà [1894], Fratelli Bocca Editori, Milano 1946, p. 17)
Le componenti fisiologiche dell'organismo non hanno cioè alcuna influenza sull'attività del pensiero, ma anzi si ritraggono dinanzi ad esso, come si può verificare quando si è talmente assorbiti dai propri pensieri da non recepire più gli stimoli sensoriali provenienti dal mondo esterno.
Sorgendo nell'organismo, il pensiero dapprima ne respinge le attività, e in secondo luogo prende il loro posto. Quello che i fisiologi riduzionisti scambiano per il pensiero, in realtà non è che la sua controimmagine, come le orme lasciate da chi cammina su un terreno soffice.
(Rudolf Steiner, La filosofia della libertà [1894], Fratelli Bocca Editori, Milano 1946, p. 45)
L'organismo umano contribuisce piuttosto, secondo Steiner, proprio in virtù delle orme impressevi dal pensiero, a farci prendere coscienza del nostro pensare, a stimolare cioè la coscienza dell'Io, che nel pensare risiede. Chi ha la buona volontà di osservare il proprio pensare «osserva qualcosa ch'egli stesso produce: non si trova di fronte ad un oggetto a lui estraneo, ma alla sua stessa attività: egli sa come sorge quello che osserva: vede i nessi e i rapporti». Secondo Steiner, il fatto che il pensiero, nella storia della filosofia, sia stato poco osservato nella sua vera luce, e non gli sia stata riconosciuta l'importanza che gli spetta, è dovuto all'impossibilità di osservarlo durante il suo svolgimento, ma solo dopo che si sia svolto. Mentre si pensa si viene infatti assorbiti dal proprio oggetto, così che per osservare il pensare in se stesso occorre un atto di volontà che ne ripercorra l'andamento. Ma è in questo modo che nel pensare si trova un punto fisso, di natura universale e impersonale, da cui partire per dare un ordine alle percezioni soggettive dei fenomeni del mondo, e poterseli spiegare correttamente.

## Prospettive psicologiche contigue
In genere esistono varie modalità di interpretazione e studio dei processi legati al pensiero, che vanno dal livello psicologico a quello antropologico, a quello fisico-biologico.

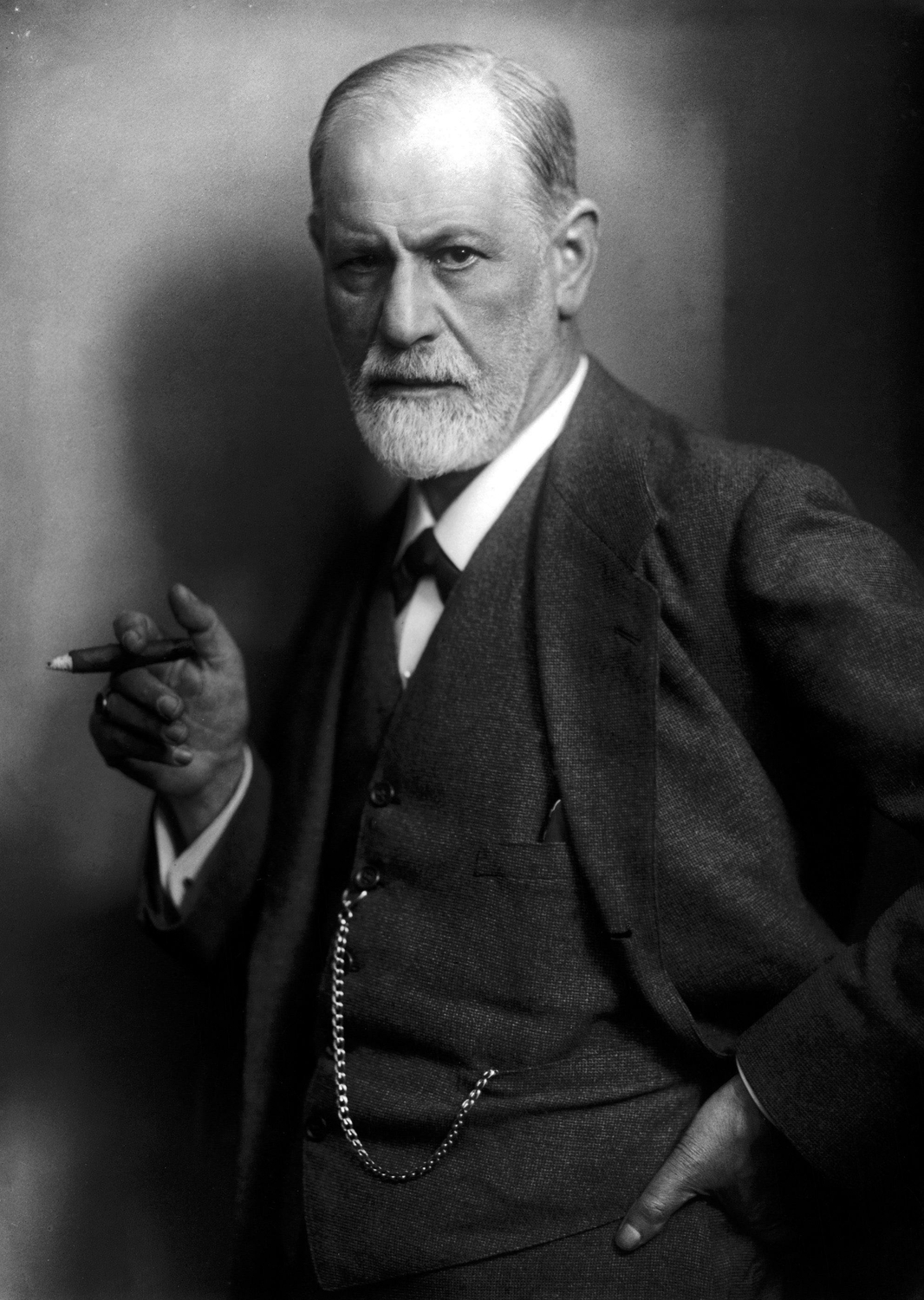
Freud

In psicologia, il pensiero è considerato una delle più alte funzioni cognitive della mente; dell'analisi dei processi del pensiero si occupa la psicologia cognitiva. In particolare, la psicologia del pensiero si è occupata di studiare e descrivere le forme e le modalità di pensiero e ragionamento tipiche degli esseri umani, spesso in contrapposizione con la logica, che invece studia e definisce le leggi formali del ragionamento. La psicologia del pensiero si occupa inoltre di tematiche come expertise, euristiche, decisione, immagini mentali, in collaborazione con scienze interdisciplinari come l'intelligenza artificiale, la scienza cognitiva e la teoria dei giochi. Importanti ricerche di psicologia del pensiero sono state condotte, tra gli altri, dallo psicologo e Premio Nobel per l'economia Daniel Kahneman.

### Il pensiero in psicoanalisi
In psicoanalisi, vengono considerati pensieri tutti i processi cognitivi, sia quelli situati al livello della coscienza (e tra questi i processi cognitivi di tipo discorsivo e mediato), sia quelli che avvengono ad un livello inconscio, fino a ricomprendere le pulsioni e gli istinti più profondi e sommersi.
Sempre secondo la psicoanalisi, disciplina in cui il termine di proiezione occupa un posto centrale, molte realtà che noi crediamo esistano realmente come fatti concreti, ad una più attenta indagine si rivelano essere semplicemente e nulla più che proiezioni del pensiero fuori di noi, quindi solo realtà interiori.

#### Il pensiero inconscio

Schema del modello psicoanalitico del pensiero, paragonato da Freud ad un iceberg: la parte emersa, che simboleggia la coscienza, è molto più piccola rispetto a quella sommersa

Di questi altri processi di pensiero che si svolgono al di sotto della soglia di attenzione della coscienza la psicoanalisi si è occupata eminentemente del sogno e anzi questa disciplina nasce proprio occupandosi del pensiero onirico anche se a fini esclusivamente psicoterapeutici, evidenziando come esso sia anch'esso una modalità di pensare come altre modalità, ma che diversamente dal pensare razionale tuttavia non sottostà alle regole proprie al pensiero controllato dalla ragione ma ha regole sue proprie ch'essa si è sforzata di mettere in luce e di descrivere nei suoi meccanismi o dinamiche: da qui la tesi di Sigmund Freud sull'autonomia del pensiero inconscio dal pensiero cosciente che ha fatto di lui una sorta di Copernico nel campo della psicologia in quanto in analogia con la rivoluzione copernicana in astronomia ha decentralizzato, relativizzandolo nella sua importanza centrale che aveva precedentemente e che ha tuttora nei fatti e nella realtà psicologica della cosiddetta normalità, il posto che occupa l'Io nel sistema cognitivo.

#### Il soggetto del pensiero in psicoanalisi
Proprio in questo senso decentralizzatore, l'artefice del progetto di un "ritorno a Freud" lo psicoanalista francese Jacques Lacan nel voler ribadire la sua ortodossia rispetto al fondatore della psicoanalisi e marcare la sua differenza dai veri eretici e rinnegati della stessa (come si può notare almeno per Lacan, l'ortodossia psicoanalitica non era soltanto una questione di ammettere o meno il "dogma freudiano" della natura sessuale della libido) in polemica con i punti di vista che si rifacevano in qualche modo al "Cogito ergo sum" cartesiano soleva dire "Penso dunque egli è". O anche nel suo tipico linguaggio che lo contraddistingueva "Ça parle" "qualcuno parla" ribadendo con ciò come è il Logos che possiede l'uomo e non viceversa come invece e narcisisticamente si è portati naturalmente a credere. Ed infatti la sua polemica era rivolta principalmente ad altri freudiani dell'allora scuola psicoanalitica di successo denominata "psicologia dell'Io" che mieteva trionfi soprattutto nei paesi anglofoni. Freud del resto non aveva fatto altro che dimostrare con i suoi lavori come l'Io non fosse padrone in casa propria.
Da qui anche la denuncia che traversa tutta la storia della psicoanalisi in alcuni suoi esponenti contro lo stravolgimento della psicoanalisi in una semplice psicoterapia tesa ad addomesticare il pensiero con meri fini adattativi.
Da questa posizione di base deriva anche la critica di Freud a tutte quelle altre psicologie ch'egli definiva in ultima analisi psicologie della coscienza come il comportamentismo e tutte quelle psicologie da esso derivate come sue varianti. Questa critica poggiava sul fatto ch'esse non prendono in debita considerazione proprio il fattore inconscio messo in luce con tutte le sue implicazioni proprio dalla psicoanalisi.
Una simile critica la psicoanalisi estende anche a gran parte della tradizione filosofica precedente che ugualmente non conosceva l'inconscio. Da questo punto di vista la scoperta e la messa in giusto valore del fattore inconscio da parte della psicoanalisi fa sì che questa disciplina originatasi dalla medicina ma intesa anche come una corrente principale della filosofia contemporanea costituisce un punto di rottura rispetto alla tradizione precedente della storia del pensiero filosofico.

### Riflessi sulla filosofia contemporanea

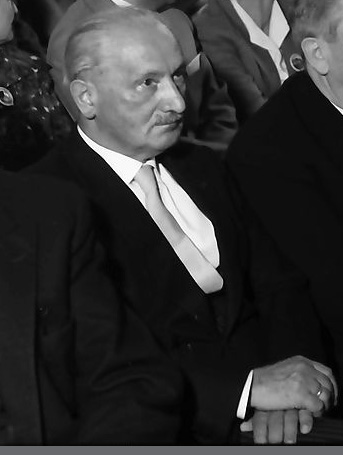
Martin Heidegger

Questa tesi della psicoanalisi sull'autonomia dell'inconscio ha influito sulle elaborazioni seguenti in vari altri campi come per esempio la filosofia contemporanea dove la critica dell'Ego quale istanza del pensiero aveva precedentemente subito una serie di analisi critiche già a partire dal filosofo empirista David Hume, passando idealmente il testimone di questa critica dell'Io a Friedrich Nietzsche fino ad arrivare ai nostri giorni dove il filosofo proveniente dalla fenomenologia e dall'esistenzialismo, Martin Heidegger, in una posizione antiumanista anche in polemica con l'altro esistenzialismo di Jean-Paul Sartre che si definiva umanista, giunge a negare che il soggetto del pensiero sia l'uomo, bensì l'Essere stesso, e che l'uomo sia solo un tramite. Secondo Heidegger, infatti, allievo di Edmund Husserl, il discorso che l'uomo ha fatto, o accettando la sua stessa tesi «crede di avere fatto lui», in verità altro non è che il discorso dell'Essere, che tramite l'uomo ha detto di sé.

## Prospettive antropologiche
Secondo Lev Semyonovič Vygotskij il pensiero è socialmente determinato dalla cultura d'appartenenza.
Egli suddivide il pensiero in due tipologie:
- processi cognitivi elementari'; sono dei processi comuni a tutti gli esseri umani, che consentono loro la percezione del mondo: astrazione, categorizzazione, induzione e deduzione.
- sistemi cognitivi funzionali: il modo di organizzare i processi cognitivi dipende dal contesto culturale e dalla necessità di risolvere particolari problemi. Ogni cultura ha un sistema cognitivo diverso, per questo motivo il sistema di misurazione del Q.I. (quoziente di intelligenza) avrebbe fallito, non essendovi a suo parere dei modelli conoscitivi assoluti per tutta l'umanità.

Vygotskij definì 2 stili cognitivi diversi:
- stile cognitivo globale: ossia si passa dalla totalità del fenomeno ai suoi particolari;
- stile cognitivo articolato: si passa dall'articolazione dei singoli elementi alla visione globale.

Questi due stili non sono antinomici ma si trovano in un continuum e possono dipendere dalle necessità di un individuo.

### Pensiero e comportamento
Il comportamento o l'azione sono succedanei al pensiero in quanto "les jeux sont faits" già al livello del pensiero. Il comportamento non è altro che l'estrinsecazione di una visione del mondo al livello del pensiero. Da questo punto di vista la vera azione si opera già al livello del pensiero ed il comportamento è solo un fenomeno secondario o derivato. Sempre da questo punto di vista si capisce anche meglio la svolta operata in psicoanalisi da Sigmund Freud allorché partendo con intenti esclusivamente psicoterapeutici, essendo un medico neurologo, dopo anni di esperienza delle dinamiche consce e inconsce dei processi di pensiero giunse ad affermare, implicitamente anche in polemica con altri indirizzi psicologici tra i quali anche il comportamentismo e i suoi derivati, che «sì il paziente grazie al metodo psicoanalitico guarisce anche ma che questo suo guarire era solo un fenomeno secondario rispetto al più importante cambiamento rappresentato da una maggior consapevolezza dei propri processi di pensiero che prima lo condizionavano a sua insaputa (inconsciamente) e a cui invece la disciplina psicoanalitica avrebbe dovuto eminentemente mirare per avere successo e raggiungere i suoi veri obiettivi».

## Il pensiero secondo le neuroscienze
Nelle neuroscienze, cioè dal punto di vista fisico-biologico, il pensiero è considerato un'attività di elaborazione delle informazioni a partire dalle percezioni sensoriali, e quindi dell'esperienza vissuta dal soggetto da parte della mente stessa intesa come attività del cervello. Tale approccio, di stampo tipicamente empirista-materialista-meccanicista, è utilizzato anche in psichiatria per la risoluzione dei problemi legati al disturbo mentale. L'elaborazione del pensiero, e gli eventuali disturbi che ne nascerebbero, sarebbe in qualche modo collegata all'attività neurologica, ovvero si esplicherebbe tramite uno scambio di informazioni tra neuroni e reti neuronali attraverso collegamenti sinaptici e i ben noti neurotrasmettitori che fungono da messaggeri tra neuroni e rispettivi recettori.
Tale attività, riscontrabile attraverso la misurazione dei campi elettrici e magnetici con un comune elettroencefalogramma, unita alla capacità di memorizzazione, determinerebbe in qualche modo la coscienza, la capacità di apprendimento del soggetto a breve, medio e lungo termine, in conseguenza dell'esperienza, di stimoli ambientali e/o interni, e del ragionamento sotto forma di analisi logica e critica degli eventi. In quanto processo di elaborazione delle informazioni implicato nella capacità di apprendimento dell'individuo, a questo livello logico-funzionale il pensiero diventa allora oggetto di studio della psicologia.